# Довжик (Валківська міська громада)
До́вжик — село в Україні, у Валківській міській громаді Богодухівського району Харківської області. Населення становить 26 осіб. До 2020 орган місцевого самоврядування — Кобзарівська сільська рада.

## Географія
Село Довжик знаходиться за 2 км від річки Мжа, біля балки Волошин Яр. Поруч із селом протікає пересихаючий струмок на якому зроблено загату. Навколо села невеликі лісові масиви (дуб). На відстані 2 км розташовані села Шийки, Кобзарівка, Зайцівка і Мануйлове.

## Історія
Під час організованого радянською владою Голодомору 1932—1933 років померло щонайменше 15 жителів села.
12 червня 2020 року, розпорядженням Кабінету Міністрів України № 725-р «Про визначення адміністративних центрів та затвердження територій територіальних громад Харківської області», увійшло до складу Валківської міської громади.
19 липня 2020 року, в результаті адміністративно-територіальної реформи та ліквідації Валківського району, село увійшло до складу Богодухівського району.

## Відомі люди

### Народилися
- Дашенко Павло — бандурист XIX століття.